# Saint-Julien-Gaulène
Saint-Julien-Gaulène (okzitanisch Sent Julian e Gaulena) ist eine französische Gemeinde mit 226 Einwohnern (Stand 1. Januar 2022) im Département Tarn in der Region Okzitanien (vor 2016 Midi-Pyrénées). Sie gehört zum Arrondissement Albi und zum Kanton Carmaux-1 Le Ségala (bis 2015 Valence-d’Albigeois).

## Geografie
Saint-Julien-Gaulène liegt etwa 16 Kilometer ostnordöstlich von Albi. Im Gemeindegebiet entspringt das Flüsschen Ruisseau de Lézert, an der südöstlichen Gemeindegrenze verläuft der Aygou. Beide entwässern zum Tarn. Umgeben wird Saint-Julien-Gaulène von den Nachbargemeinden Andouque im Norden und Westen, Valence-d’Albigeois im Osten, Saint-Cirgue im Südosten sowie Sérénac im Süden.

## Bevölkerungsentwicklung
| 1962                      | 1968 | 1975 | 1982 | 1990 | 1999 | 2006 | 2013 |
| ------------------------- | ---- | ---- | ---- | ---- | ---- | ---- | ---- |
| 307                       | 262  | 207  | 217  | 221  | 204  | 173  | 214  |
| Quelle: Cassini und INSEE |      |      |      |      |      |      |      |

## Sehenswürdigkeiten
- Kirche Saint-Nicolas in Gaulène

## Persönlichkeiten
- Ernest Nègre (1907–2000), Historiker